# مساحت دایره

مساحت دایره برابر است با حاصلضرب مربع شعاع دایره در عدد پی

در هندسه، مساحت دایره (یا به عبارت دقیق‌تر مساحت قرص دایره) برابر است با حاصلضرب «مساحت مربعی که ضلعش برابر شعاع دایره است» در «نسبت محیط دایره به قطر آن» (که همیشه عددی ثابت است و با حرف {\displaystyle \pi } (عدد پی) نشان داده می‌شود). یعنی:
 {\displaystyle \pi r^{2}} = {\displaystyle (r\times r)\times ({\frac {C}{d}})} = مساحت
دایره حداکثر مساحت ممکن برای مقدار معین محیط را دارد.و همچنین در این فرمول r به معنای شعاعدایره می باشد.
باید توجه داشت که عدد پی عددی گنگ است و قابل محاسبه نیست به همین خاطر محاسبه مساحت دایره عددی تقریبی خواهد بود و دقیق نیست

## اثبات به روش افنا
مساحت دایره بر اساس محیط و شعاع آن تعیین می‌شود.
اگر یک دایرهٔ مفروض به چهار قطاع مساوی تقسیم شود:
و به صورت زیر کنار هم چیده شود:
مشاهده می‌شود که شکل حاصل نامتعارف است. اما اگر دایرهٔ مفروض به قطاع‌های بیشتری تقسیم شود و همین روند ادامه یابد، مشاهده می‌شود که شکل به دست آمده به متوازی‌الأضلاع نزدیک می‌شود. به عنوان نمونه در مرحله‌ای که دایره مفروض به هشت قطاع مساوی تقسیم می‌شود، حاصل شکل زیر خواهد بود (که به متوازی‌الأضلاع نزدیک تر است):
اگر فرض را بر این باشد که دایره به تعداد بی‌شمار قطاع مساوی مساوی تقسیم شده‌است، آن گاه شکل حاصل متوازی‌الأضلاعی خواهد بود که به مستطیل خیلی نزدیک است.
با دانستن اینکه مساحت این متوازی‌الأضلاع با دایرهٔ مفروض برابر است، با ضرب کردن ارتفاع متوازی‌الأضلاع (که همان شعاع دایره است) در ضلع بزرگ متوازی‌الأضلاع مساحت دایره به دست می‌آید. قابل توجه است که اضلاع بزرگ متوازی‌الأضلاع همان کمان‌های نظیر قطاع‌ها را تشکیل می‌دهند؛ پس می‌شود گفت که هر ضلع بزرگ متوازی‌الأضلاع برابر با نصف محیط دایرهٔ مفروض خواهد بود؛ یعنی اندازهٔ آن {\displaystyle {\tfrac {C}{2}}={\tfrac {2\pi r}{2}}=\pi r} خواهد بود. اندازهٔ ضلع کوچک متوازی‌الأضلاع هم که {\displaystyle r} (شعاع دایره) است، پس مساحت دایره {\displaystyle A=r\times \pi r=\pi r^{2}} خواهد بود.
این اثبات را می‌توان با استفاده از مختصات قطبی به شکل صوری زیر نوشت:
 {\displaystyle A=\int _{0}^{2\pi }{d\theta }\int _{0}^{r}rdr=(2\pi )({\frac {r^{2}}{2}})=\pi r^{2}.}

## اثبات به روش پیازی

{\displaystyle {\begin{aligned}\mathrm {Area} (r)&{}=\int _{0}^{r}2\pi t\,dt\\&{}=2\pi \left[{\frac {t^{2}}{2}}\right]_{0}^{r}\\&{}=\pi r^{2}.\end{aligned}}}

## اثبات به روش مثلثی

دایره باز می‌شود تا مثلث تشکیل دهد.

مساحت مثلث و دایره برابر است.

مشابه اثبات به روش پیازی فرض کنید دوایر متحد المرکز را باز می‌کنیم تا به یکسری نوار تبدبل شوند این نوارها یک مثلث قائم الزاویه به ارتفاع r و قاعدهٔ ۲πr تشکیل می‌دهند.
مساحت این مثلث را حساب می‌کنیم:
{\displaystyle {\begin{aligned}{\text{Area}}&{}={\frac {1}{2}}\cdot {\text{base}}\cdot {\text{height}}\\&{}={\frac {1}{2}}\cdot 2\pi r\cdot r\\&{}=\pi r^{2}\end{aligned}}}
که برابر با مساحت دایره است.
دو زاویهٔ مثلث به دست آمده به درجه برابر :9.0430611... , 80.956939... A233528
و به رادیان برابر: 0.1578311... , 1.4129651...  A233527.
همچنین می‌توان با پیدا کردن انتگرال دو گانهٔ تابع ثابت ۱ روی ناحیهٔ دایره مساحت آن را حساب کرد:
{\displaystyle {\begin{aligned}\mathrm {Area} (r)&{}=\iint _{D}1\ d(x,y)\\&{}=\iint _{D}t\ dt\ d\theta \\&{}=\int _{0}^{2\pi }\int _{0}^{r}t\ dt\ d\theta \\&{}=\int _{0}^{2\pi }{\frac {1}{2}}r^{2}\ d\theta \\\end{aligned}}}
با تغییر متغیر  {\displaystyle u=r\theta ,\ du=r\ d\theta } به انتگرال زیر می‌رسیم:
{\displaystyle {\begin{aligned}\int _{0}^{2\pi r}{\frac {1}{2}}{\frac {r^{2}}{r}}du=\int _{0}^{2\pi r}{\frac {1}{2}}r\ du\end{aligned}}}
که با انتگرال بالا برابر است.

## اثبات به روش نیم‌دایره